# Lophochernes bisulcus
Lophochernes bisulcus är en spindeldjursart som först beskrevs av Tord Tamerlan Teodor Thorell 1889.  Lophochernes bisulcus ingår i släktet Lophochernes och familjen tvåögonklokrypare. Inga underarter finns listade i Catalogue of Life.